# Edward De Bono
Edward De Bono (Malta, 19 maggio 1933 – Malta, 9 giugno 2021) è stato un saggista e psicologo maltese.
De Bono è noto per una nutrita serie di libri (oltre settanta, con numerose traduzioni in varie lingue) in cui ha affrontato, esponendo sue personali teorie, argomenti e temi sul pensiero creativo e dei meccanismi della mente.

## Biografia
Nato nel 1933 e formatosi alla St Edward's School, de Bono si è laureato in medicina presso l'Università di Malta prima di studiare fisiologia e psicologia a Oxford come Rhodes Scholar e un dottorato di ricerca a Cambridge. Ha insegnato in prestigiose università quali Cambridge, Oxford, Harvard, e Londra.
È il creatore del concetto di "pensiero laterale", un'espressione affermatasi nell'uso del linguaggio comune e accolta come neologismo anche dall'Oxford Dictionary.
De Bono afferma che, se si affronta un problema con il metodo razionale del pensiero, si ottengono risultati corretti, ma limitati dalla rigidità dei modelli logici tradizionali. Quando si richiede invece una soluzione veramente diversa e innovativa, che contribuisca cioè ad un reale passo evolutivo rispetto alle condizioni preesistenti, si deve stravolgere il ragionamento, partire dal punto più lontano possibile, ribaltare i dati, mescolare le ipotesi, negare certe sicurezze e addirittura affidarsi ad associazioni di idee del tutto casuali. Si deve perciò abbandonare il pensiero verticale, cioè quello basato sulle deduzioni logiche, per entrare nella lateralità del pensiero creativo.
Edward de Bono ha dedicato gran parte della sua carriera al pensiero creativo e l'insegnamento diretto delle innumerevoli abilità del pensiero. Durante gli ultimi 30 anni ha lavorato con regolarità per le più importanti aziende e i maggiori governi in più di 50 paesi. Ha insegnato le tecniche di pensiero a dirigenti aziendali, bambini e premi Nobel. Nel 2004 ha fondato a Malta il World Centre for New Thinking, istituzione dedicata alla diffusione del pensiero creativo.
La formazione di De Bono è in medicina e psicologia. È stato un borsista Rhodes (borsa di studio istituita da Cecil Rhodes presso l'Università di Oxford, in Inghilterra) e ha ricoperto diverse cariche presso le università di Oxford, Cambridge, Londra e alla Harvard. Il suo bagaglio di conoscenze mediche nei sistemi d'informazione biologici lo ha ispirato e gli ha consentito non soltanto di insegnare a pensare ma di progettare nuovi metodi di pensiero.
Nel suo libro Il Meccanismo della Mente, ha in primo luogo descritto come la rete nervosa del cervello si comporti come un sistema auto-organizzato. È partendo da queste basi che De Bono ha modellato la sua metodologia del pensiero. È l'inventore del termine "pensiero laterale" e l'ideatore del Programma di Pensiero CoRT per le scuole, che è il programma maggiormente utilizzato a livello internazionale per l'insegnamento delle abilità di pensiero.
Nel 1985 De Bono ha scritto il libro Sei Cappelli per Pensare, che è stato immediatamente adottato da aziende ed educatori di tutto il mondo. In esso De Bono insegna ad affrontare i problemi sotto differenti aspetti, contrariamente a quanto in realtà spesso noi facciamo, affrontandoli sotto un unico punto di vista e quindi limitandone le soluzioni possibili. Ecco che così esistono i cappelli bianco, rosso, verde, nero, blu, giallo. Ogni cappello corrisponde a un tipo di comportamento. Nel 1991 De Bono ha pubblicato il suo materiale educativo e ha iniziato a certificare gli istruttori per l'insegnamento dei suoi metodi di pensiero, costituendo quella che oggi è la De Bono Thinking Systems.

## Opere
- Atlante del pensiero manageriale

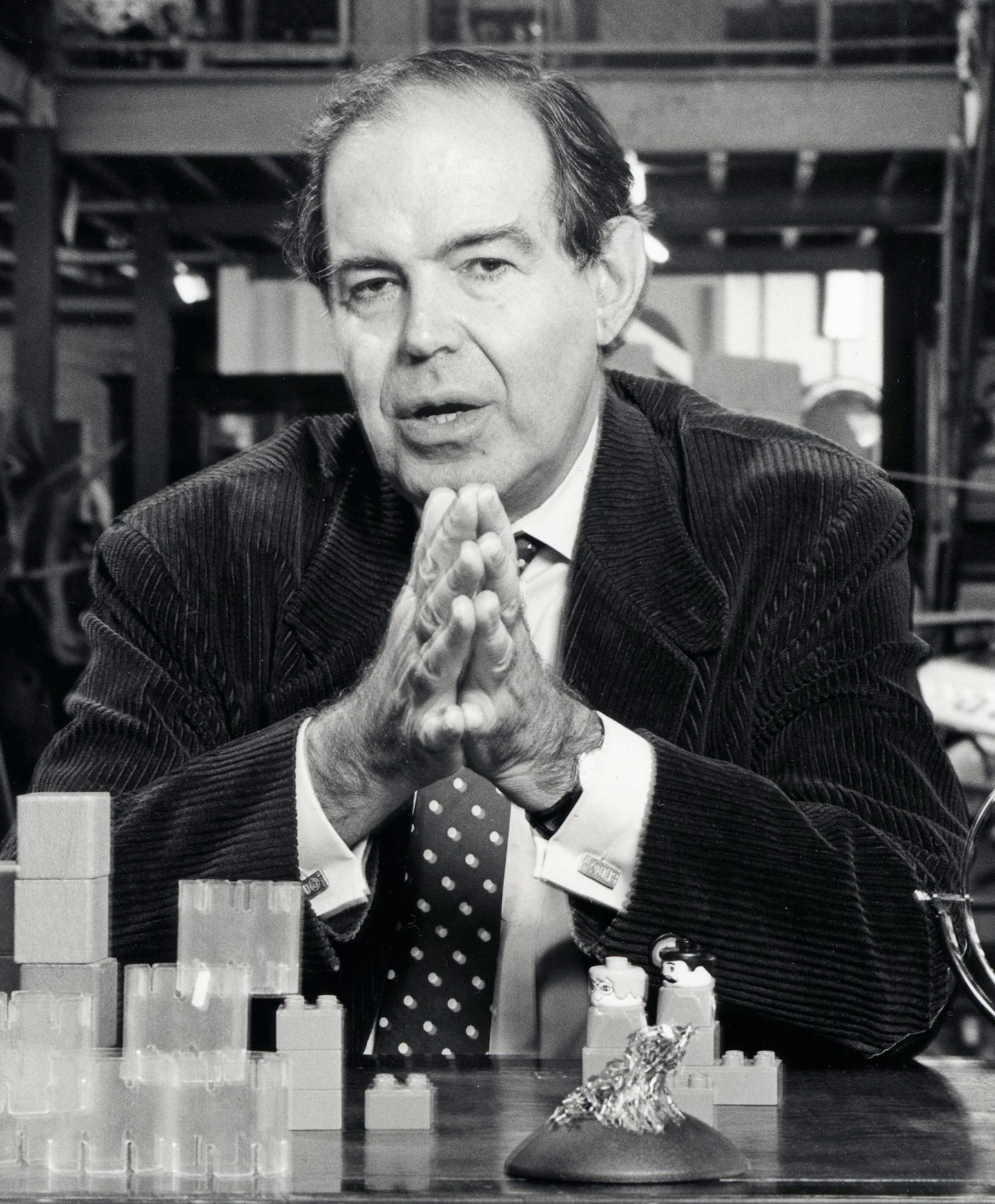
Edward de Bono (1994)

- Conflitti: il modo migliore per risolverli
- De bono's thinking course
- Five day thinking course
- Future positive
- La rivoluzione positiva
- Happiness purpose
- How to be more interesting
- Io ho ragione, tu hai torto (I am right, you are wrong), Sperling & Kupfer, 1991
- Creatività e pensiero laterale (Lateral thinking: a textbook of creativity), Rizzoli, 1998
- Lateral thinking: creativity step-by-step
- Lateral thinking for management
- Letters to thinkers
- New thinking for the new millennium
- Opportunities
- Parallel thinking: from socratic thinking to De Bono thinking
- Po: beyond yes and no (Po: oltre il sì e il no)
- Practical thinking
- Essere creativi
- Semplicità
- Sei scarpe per ogni occasione
- Sei cappelli per pensare. Manuale pratico per ragionare con creatività ed efficacia, traduzione di F. Terrenato, 8ª ed., Milano, Biblioteca Universale Rizzoli, 2019  [1991], ISBN 9788817070492.
- Il pensiero laterale: come produrre idee sempre nuove, traduzione di Mario Carelli, 19ª ed., Milano, Biblioteca Universale Rizzoli, 2020  [1969], ISBN 9788817117272.
- Il meccanismo della mente, traduzione di Leo Nahon e Alberta Bacci, Milano, Biblioteca Universale Rizzoli, 2002, ISBN 9788817128001.
- Sur/petition
- Teach your child how to think
- Imparare a  pensare
- Teaching thinking
- The use of lateral thinking
- Water logic
- Word power